# Spinningowe Mistrzostwa Polski (2022)
Spinningowe Mistrzostwa Polski (2022) – mistrzostwa Polski w wędkarstwie spinningowym, które odbyły się w dniach 24-26 czerwca 2022 w Ochotnicy Dolnej na Dunajcu.
W zawodach wystartowało 85 zawodników, w tym czternastu juniorów. Organizatorem był Okręg PZW w Nowym Sączu. Łowiono pstrągi i klenie. 
Wyniki seniorów:
- 1. miejsce: Tomasz Podkul (Okręg PZW Krosno),
- 2. miejsce: Łukasz Doering (Okręg PZW Jelenia Góra),
- 3. miejsce: Lucjan Stasik (Okręg PZW Krosno)[1].

Wyniki juniorów:
- 1. miejsce: Antoni Babicz (Okręg PZW Bielsko-Biała),
- 2. miejsce: Karol Jaworski (Okręg PZW Wałbrzych),
- 3. miejsce: Michał Wiak (Okręg PZW Nowy Sącz)[1].